# Цзен-хоу Ї му
Усипальниця цзенського князя Ї (曾候乙墓 Цзен-хоу Ї му) — одна з найважливіших археологічних пам'яток Китаю середини епохи Чжоу.

## Хоу Ї
Хоу Ї — посмертний титул володаря (помер у 433 році до н. е.) крихітної держави Цзен, що існувала у першій половині епохи Чжоу в басейні середньої течії р.Янцзи (північний схід сучасасної провінції Хубей, повіту Суйсянь). Держава Цзен була васалом могутнього південного царства Чу, тому прийнято вважати, що речі похоронного інвентарю князя Ї представляють чуське мистецтво кінця VI—початку V ст. до н. е. Оскільки царство Чу в ранній час свого існування знаходилося у ритуальному підкоренні династії Чжоу, його володарі носили титул ґун (князь), а їх васали відповідно отримували ще нижчий титул, хоу (маркіз). Незважаючи на те, що субординація Чжоу та Чу на час правління Ї була порушена, титул останнього формально відповідає загально признаній ієрархії того часу. Таким чином, традиційним західним перекладом титулу Ї є "маркіз", але де-факто, у відношенні до Чу, його стан відповідав князівському.

## Зміст усипальниці

### Побудова
Гробниця князя Ї являє собою вражаюче спорудження площею у 220 кв.м, що знаходиться на глибині 13 м і утворене чотирма приміщеннями: похоронною камерою, яка передує центральним, мов би парадним, відсіком і двома бічними «кімнатами», одна з яких служила сховищем зброї і деталей колісниць. Тіло князя покоїлося в дерев'яному лаковому саркофазі, прикрашеному розписом, ще 13 порожніх трун, з розписним лаковим покриттям, були виявлені в іншому бічному відсіку. Ці знахідки є найдавнішими повністю збереженими виробами такого роду, що дозволяють судити про рівень розвитку і ступеня художньої досконалості чуського лакового виробництва. Розписи, що виконані кольоровими лаками, утворюють складні сюжетні композиції на релігійно—міфологічні теми, включаючи в себе зображення антропоморфних і зооморфних фантастичних істот. Фігури на одній із трун в даний час вважаються найбільш ранніми зображеннями двох персонажів з набору духів сторін світу (так званні Чотири духи) — Бірюзовим драконом (Цін-луном) і Білим тигром (Бай-ху), покровителями Сходу і Заходу відповідно.

### Бронзові вироби
Основне місце в поховальному інвентарі займали бронзові вироби, що включали 200 предметів (загальною вагою 10 т), серед них — 140 посудин і 40 мечів. Бронзові посудини визнані кращими порівняно з іншими знайденими досі артефактами зразками чуського литої бронзи, виконаної в так званної техніці втраченого воску.
Крім посудин, в усипальниці була знайдена бронзова скульптура фантастичного «птаха» (zh:鹿角立鹤) заввишки 143,5 см, вагою 38,4 кг, схожою на чаплю з тонкою витягнутою шиєю, яка переходить у фігуру іншого птаха, якого вінчають розкидисті оленячі роги. Роги, голова, шия і кігті істоти інкрустовані золотом, тулуб і крила — бірюзою. «Птах» стоїть на пласкій підставці квадратної форми, що імітує килим з орнаментом. Він переданий в низькому рельєфі і складається зі стилізованих зображень змій, птахів і хмар. Ця фігура слугувала підставкою для спеціального ритуального музичного барабана, який підвішувався до «рогів». Цей витвір виступає унікальним для мистецтва того часу зразком монументальної металевої скульптури і одночасно є одним з найдавніших предметів, виконаних у техніці інкрустованою бронзи.
Бронзові речі доповнені численним лаковим начинням — посудом, скриньками та іншими предметами, створюючими саму представницьку «колекцію» лакових виробів того часу. Примітно присутність зооморфних скульптурних форм, наприклад, коробочки для зберігання пахощів у вигляді качки. На відміну від бронзового «птаха», ця статуетка виконана в іншій манері — усі деталі зовнішності качки, зокрема нюанси пір'я, передані розписом, що доповнює скульптурну форму.

### Прикраси
Цікавим зразком ювелірного мистецтва царства Чу (і епохи Чжоу в цілому) є комплект прикрас, що нашивали на одяг, який складали 11 золотих бляшок, зокрема сім — круглих (діаметром 15,2 см), решта — трикутної або прямокутної форми. Усі вони виконані в техніці ливарництва, або опрацьовані карбованим візерунком, що імітує лиття. Цей набір, по-перше, служить додатковим підтвердженням особливої популярності золота в культурі Чу. По-друге, демонструє рівень розвитку місцевої ювелірної справи. По-третє, вказує на те, що золотих справ майстри використовували не тільки лиття, але і чеканку — принципова новація в способах роботи з металом в порівнянні з бронзоливарницьким виробництвом, в якому панувала техніка лиття.

### Дзвони
Найсвоєріднішим виробом у складі похоронного інвентарю князя І є набір з 64 дзвонів різних розмірів, що являє собою повний і досконалий зразок давньокитайського музичного інструменту бянь-чжун. В даний час відома серія подібних наборів, але значно менших за складом. Дзвони князя І підвішені до семи поперечин, які різьблені та вкриті лаком, утворюючим три яруси. Опорами поперечин слугують 6 бронзових статуй у вигляді людини, яка стоїть. Три нижніх наближаються за розміром (висота 75 см) до монументальній скульптурі. Скульптури відрізняються певною статичністю і дещо умовні, хоча пропорції людського тіла передані адекватно, а деталі зовнішнього вигляду реалістичні та ретельно опрацьовані.

## Археологічний контекст та подальші відкриття у регіоні
Одним з 10 найвпливовіших відкриттів 2014 року стала гробниця іншого члену правлячого дому Цзен, яка, хоча й менш багата, містила важливі знахідки з китайської музичної археології  та китайської культури загалом. Знахідку було зроблено у поселенні Ґоцзямяо 郭家庙,  повіт Цзаоян 枣阳.
Серед інших царських поховань Цзен - винайдені у Єцзяшань 叶家山 (період Західна Чжоу) та Веньфента 文峰塔 (Східна Чжоу), повіт Суйчжоу 随州. 